# Khal Nayak
Khal Nayak (Hindi:खल नायक, español:El Villano) es una película de crimen y acción en idioma hindi de 1993 escrita, dirigida y producida por Subhash Ghai, bajo Mukta Arts Ltd. El filme tiene como protagonistas a  Sanjay Dutt (Ballu), Madhuri Dixit (Ganga) y Jackie Shroff (Ram).
La trama se basa en la fuga de prisión e intento de captura de Ballu a manos del oficial de polícia Ram y su novia también policía Ganga.
Khal Nayak es conocida por sus famosa canciones, especialmente la canción "Choli Ke Peeche Kya Hai", cantada por Alka Yagnik e Ila Arun.
El álbum de la banda sonora de la película consiguió vender 10 millones de copias, convirtiéndolo junto al álbum de Baazigar en unos de los álbumes de bandas sonoras de Bollywood más vendidos del año. .  El filme fue estrenado el 6 de agosto de 1993 y se convirtió en la segunda película en idioma hindi más taquillera del ano, siendo superada por <i id="mwKQ">Aankhen</i>. Recibió varias críticas positivas de los críticos, con elogios por su guion, banda sonora y actuaciones del reparto.

## Trama
Ballu un maleante, es arrestado por el inspector Ram, quien muestra compasión por él mientras intenta extraer información que lo lleve a la captura de su jefe, Roshida. Sin embargo, Ballu no coopera y  promete escapar de la prisión. Mientras Ram visita a su novia, Ganga, R Ballu se consigue escapar  de prisión y su reputación se vuelve pedazos mientras los medios lo retratan como un oficial negligente. En un intento de restaurar la reputación de Ram, Ganga se infiltra como una chica de la calle y baila para Ram, después se va con su grupo de maliantes y se da cuenta de que Ballu es una persona de buen corazón que recurrió al crimen debido a sus circunstancias. 
Ella intenta rehabilitarlo mientras está prófugo, pero él se enamora de ella y ella no sabe como rechazarlo. 

## Elenco
- Sanjay Dutt como Balaram "Ballu" Prasad, un criminal conocido y buscado que trabaja para Roshida, hijo de Aarti.
- Madhuri Dixit como la inspectora de policía Gangotri "Ganga" Singh, la novia de Ram e interés amoroso de Ballu. Trabajara como agente encubierto.
- Jackie Shroff como el inspector Ram Kumar Sinha, un oficial de policía honesto y trabajador; exalumno de la escuela de Aarti, novio de Ganga y amigo de la infancia de Ballu 'Babla'.
- Anupam Kher como Ishwar Pandey, inspector general de policía y tío lejano de Ram.
- Rakhee Gulzar como Aarti Prasad, madre de Sunita y Ballu.
- Siddharth Randeria como Navin Prasad, abogado del fiscal designado contra Roshida, el esposo de Aarti, Sunita y el padre de Ballu
- Aloka Mukherjee como Sunita Prasad, hija de Navin y Aarti y hermana mayor de Ballu
- Ramya Krishna como Sophia Sulochana, la novia de Ballu
- Pramod Moutho como Roshan "Roshida" Mahanta, el mentor de Ballu que lo atrajo a una vida de crimen y engaño.
- Sushmita Mukherjee como la Sra. Maithili Pandey
- Navtej Hundal
- Arun Bali como el comisionado de policía Kuljeet Chaddha
- Anand Balraj como inspector de policía
- AK Hangal como Shaukat Bhai
- Sudhir Dalvi como maestro Shambhu, maestro de escuela del pueblo. (aparición especial)
- Neena Gupta como Champa, bailarina de la canción "Choli Ke Peeche" y amiga de Ganga.
- Ali Asgar como Munna, un pequeño matón que trabaja para Roshida.
- Sunil Shende como juez en el juicio del Tribunal de Ganga
- Hans Dev Sharma como asistente del oficial de investigación de Ram Kumar Sinha.

## Premios
En los 39.º Premios Filmfare, Khal Nayak recibió 11 nominaciones, siendo estas las siguientes:
| Premio                      |                                                       |          |
| --------------------------- | ----------------------------------------------------- | -------- |
| Mejor Película              | Subhash Ghai                                          | Nominado |
| Mejor Actor                 | Sanjay Dutt                                           | Nominado |
| Mejor Actriz                | Madhuri Dixit                                         | Nominado |
| Mejor Actor de Reparto      | Jackie Shroff                                         | Nominado |
| Mejor Director              | Subhash Ghai                                          | Nominado |
| Mejor director musical      | Laxmikant y Pyarelal                                  | Nominado |
| Mejor compositor            | Anand Bakshi por 'Choli Ke Peeche Kya Hai'            | Nominado |
| Mejor cantante masculino    | Vinod Rathod por 'Nayak Nahin Khal Nayak Hoon Main'   | Nominado |
| Mejores cantantes femeninas | Alka Yagnik e Ilra Arun por 'Choli Ke Peeche Kya Hai' | Ganado   |
| Mejor coreografía           | Saroj Khan por 'Choli Ke Peeche kya Hai'              | Ganado   |

## Nuevas versiones
La película  tuvos otras versiones en idiomas del sur del país, como la versión en telugu, Khaidi No. 1, y en tamil como Hero (1994).